# Shaquille Doorson
Shaquille Doorson (Ámsterdam, 16 de febrero de 1994) es un jugador de baloncesto holandés que juega de pívot y su actual equipo es el Aris Leeuwarden de la BNXT League. 

## Carrera deportiva
Es un jugador formado en el BC Apollo Amsterdam en el que debutaría en la temporada 2012-13 y más tarde, tras su paso por la Canarias Basketball Academy, saltó a la NCAA  para de emprender su formación universitaria en Rutgers Scarlet Knights, donde estaría de 2014 a 2019. En su último año jugó una media de 18 minutos por partido, con un promedio de 3,7 puntos, 4,3 rebotes y un tapón.
En agosto de 2019, llega a España para reforzar la plantilla del Club Baloncesto Peixefresco Marín en su regreso a la Liga LEB Oro.

En julio de 2020, se compromete con el Club Melilla Baloncesto de la Liga LEB Oro.
En la temporada 2021-22, firma por el Aris Leeuwarden de la BNXT League. 